# Vídeň
Vídeň (in tedesco Wien) è un comune ceco situato nel distretto di Žďár nad Sázavou, nella regione di Vysočina.